# Avichai Rontzki

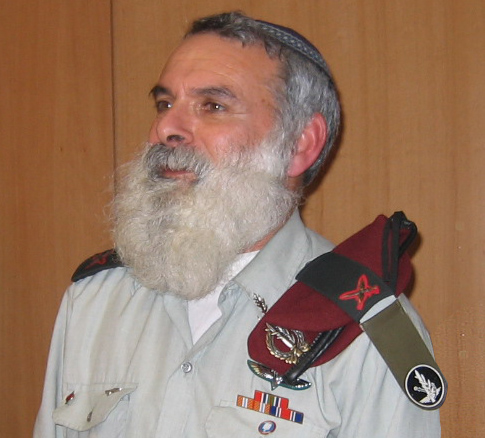
Avichai Rontzki

Avichai Rontzki (geboren am 10. Oktober 1951 in Haifa, Israel; gestorben am 1. April 2018 in Itamar) war ein israelischer Brigadegeneral (Tat-Aluf) und von 2006 bis 2010 Chef des Militärrabbinats der Israelischen Streitkräfte.

## Leben und Wirken
Rontzki stammte aus einer nicht religiösen Familie und besuchte in Haifa die Hebräische Reali Schule, die als Privatschule eingerichtet ist. Im Jahre 1969 begann seine militärische Laufbahn in der Spezialeinheit Schajetet 13. Er wechselte jedoch bald die Einheit und ging zu der Kommandoeinheit Sajeret Schaked, mit der er im Jahre 1973 am Jom-Kippur-Krieg teilnahm. In den 1970er Jahren begann seine religiöse Einkehr, und er studierte an den Jeschiwot Machon Meir und Merkas HaRaw Kook. Weiterhin betätigte er sich als Sozialfürsorger für Straßenkinder in Jerusalem. Im Jahre 1980 beteiligte er sich am Aufbau von religiösen Talmud-Studien in Elon Moreh. Ab 1984 war er an der Gründung der Siedlung Itamar beteiligt, die südlich von Nablus liegt. Dort baute er auch eine Talmudschule auf und wurde Sprecher und Rabbiner des Ortes.
Die erworbenen religiösen Kenntnisse legte er in einer vierbändigen Schrift als Halacha-Exeget unter dem Titel Hitzim K'yad Gibor für die israelischen Streitkräfte nieder. Militärisch diente er weiter in der Armeereserve und wurde zum Kommandeur der regionalen Samarien-Brigade befördert. Als er das Amt des Chefs des Militärrabinats im Jahre 2006 annahm, verstärkte er den Einsatz von Rabbinern als Seelsorger in den Militäreinheiten und erhöhte ihre Zahl in wenigen Jahren um das Vielfache. Vor allem auf der Ebene der Bataillone erhöhte er ihre Anzahl, wo bis dahin nur wenige Rabbiner wirkten. Er organisierte die Einrichtung von Tora-Klassen in den Gefängnissen und führte Angehörige des israelischen Geheimdienstes nach Hebron, wo sie mit dem Rabbiner Dov Lior zusammentrafen. Diese Aktionen sollten vor allem dazu dienen, die Auffassungen der israelischen Siedler bei den Soldaten zu verbreiten. Ein Ausdruck seiner Verbundenheit mit den Siedlern wurde auch darin gesehen, dass ein Siedler, der wegen der Verletzung und Ermordung von Palästinensern verurteilt worden war, seine Haft unter vermilderten Umständen im Haus von Rontzki verbringen konnte. Im Oktober 2008 richtete er einen Brief an die Leitung des Militärrabinats, in dem er forderte, dass alle israelischen Soldaten mit den jüdischen Wurzeln und Werten vertraut gemacht werden müssten. Des Weiteren legte er dem  israelischen Armeesender Galei Tzahal nahe, aus religiösen Gründen am Sabbat den Sendebetrieb einzustellen und nur noch den Pflichtdienst zu erfüllen. Ein besonderes Augenmerk seiner Tätigkeit lag darauf, direkt mit den Soldaten im Felddienst zu kommunizieren statt Organisationsarbeit zu leisten.
Im Oktober 2011 kritisierte Rontzki den vereinbarten Gefangenenaustausch, dass als Gegenleistung für die Freilassung von Gilad Schalit hunderte palästinensische Terroristen freikommen sollten. In diesem Kontext sagte er, israelische Soldaten (IDF) sollten Terroristen nicht länger festnehmen, sondern, um ähnliche erzwungene Gefangenaustausche zu verhindern, sie nach Möglichkeit töten.
Im Dezember 2014, als klar wurde, dass die Koalition in der Knesset aufgelöst und Neuwahlen angesetzt werden würden, kündigte Rontzi an, dass er voraussichtlich bei den Vorwahlen für die Liste von Bayit Yehudi kandidieren würde.
Er starb im April 2018 im Alter von 66 Jahren an Krebs.

## Operation Gegossenes Blei
Im Verlauf der Operation Gegossenes Blei wirkte er sowohl als Seelsorger während operativer Einsätze als auch in den Lazaretten bei den verwundeten Soldaten im ganzen Land. Er erstellte eine Schrift für die Soldaten und die Einsatzkommandeure der Operation über Torastudien für Soldaten und Offiziere, die den Text einer Schrift des Rabbiners Schlomo Aviner enthielt. Rontzki wandte sich auch gegen den Dienst von Frauen in kämpfenden Einheiten, weil deren Einsatz in Panzer- oder Fallschirmeinheiten nicht zu verwirklichen und schädlich für die Kampfbedingungen sei.

## Kritische Stimmen
Die links stehende Menschenrechtsgruppe Jesch Din appellierte an den israelischen Verteidigungsminister Ehud Barak, Rontzki wegen seiner Rolle in der Operation Gegossenes Blei als Chef der Rabbiner abzulösen. Ophir Pines-Paz forderte eine sofortige Untersuchung über die Tätigkeiten des Militärrabinats. Er äußerte seine Besorgnis und sagte, dass das Militärrabinat seine Befugnisse, nur religiöse Dienste anzubieten, überschreiten würde. Die Aktivitäten würden dazu führen, dass die Soldaten der israelischen Streitkräfte intensiv religiös geprägt würden, was seiner Meinung die Fähigkeiten der israelischen Streitkräfte gefährden würde.
Diese Kritik wendete sich gegen den Kernpunkt von Rontzkis Bestrebungen, an alte religiöse Traditionen anzuknüpfen. Dabei wollte er die Einrichtung eines cohen meschuach milchama wieder einführen. Diese Person war ein althebräischer Feldpriester, der im Kampf bei den Soldaten auf dem Schlachtfeld weilte und sie mit religiöser Inbrunst zum Kampf aufrief. Vor allem die religiösen Thesen von Aviner, die Rontzki auch an alle anderen israelischen Soldaten während der Operation Gegossenes Blei verteilen ließ, erregten das Aufsehen vieler Beobachter. Die Schrift Aviners erinnerten intensiv an die Broschüre, die Rontzki bei seiner Amtsaufnahme im Jahre 2006 unter dem Titel Dein Lager soll heilig sein verbreitete und aus dem fünften Buch Mose (23,15) stammte.